# Emilio Pérez
Emilio Pérez Alfonso Pérez (ur. 26 stycznia 1997) – meksykański zapaśnik startujący w stylu klasycznym. Zajął piąte miejsce na igrzyskach panamerykańskich w 2019. Srebrny medalista igrzysk Ameryki Środkowej i Karaibów w 2018. Siódmy na mistrzostwach panamerykańskich w 2018. Mistrz panamerykański juniorów w 2015 i trzeci w 2016 roku.